# Hans Franckaert

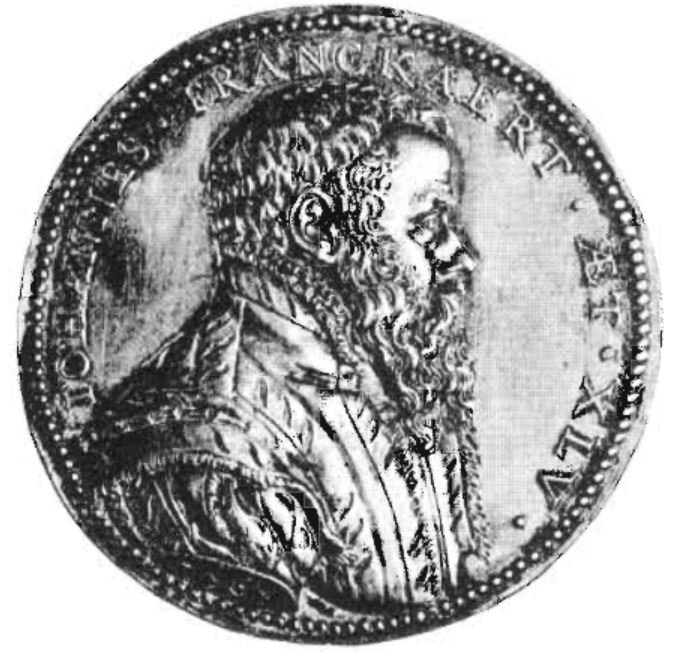
Portret van Johannes Franckaert op een medaille van Jacob Jonghelinck (1565). Op de keerzijde zien we hamers en een aambeeld met het motto "J'Endure pour durer".

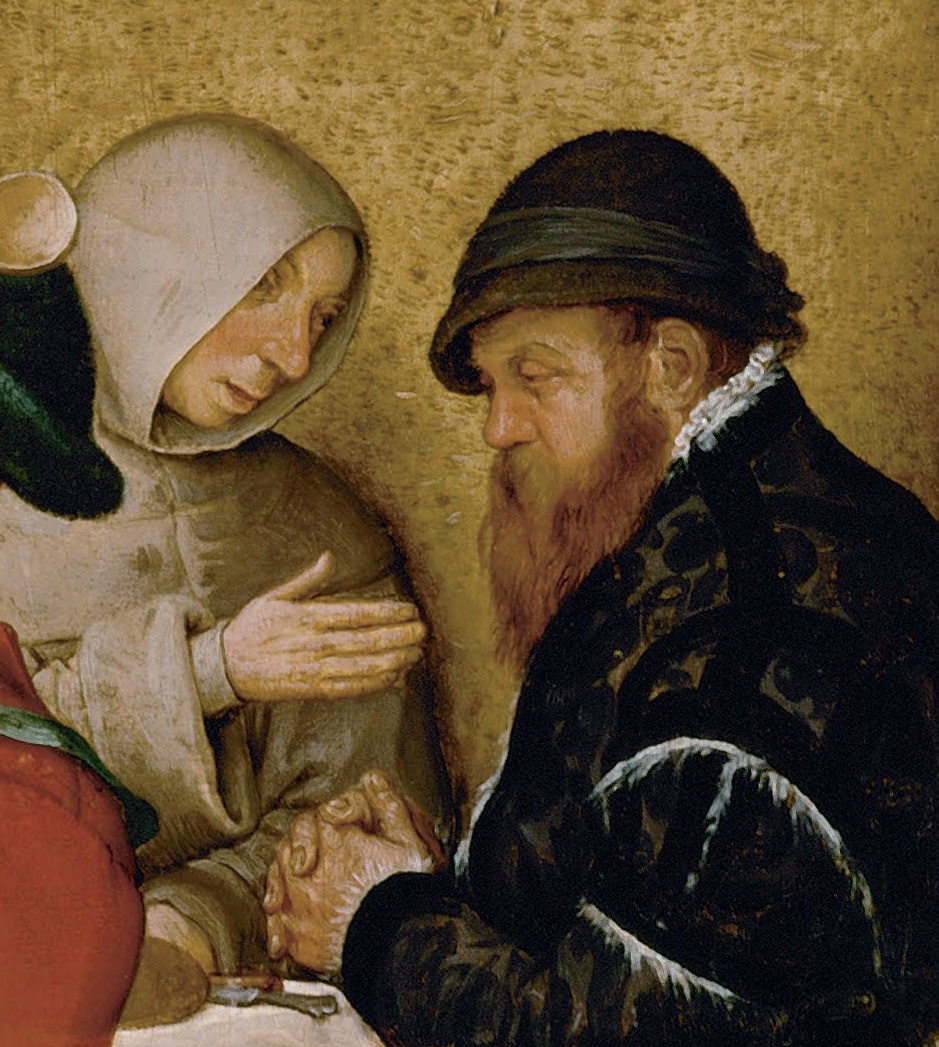
Er wordt vermoed dat Franckaert geportretteerd is als de rijke heer op Bruegels Boerenbruiloft.

Johannes (Hans) Franckaert of Franckert (ca. 1520 - na 1584) was een koopman en rederijker in het 16e-eeuwse Antwerpen. Hij was bevriend met Pieter Bruegel de Oude.

## Leven
Biografische gegevens over Franckaert zijn schaars. Hij moet geboren zijn in 1519 of 1520, want op een fraaie medaille geslagen in 1565 door Jacob Jonghelinck krijgt hij de leeftijd van 45 jaar. De liggeren van het Antwerpse Sint-Lucasgilde vermelden hem in 1546 als lid van rederijkerskamer De Violieren. Het opgegeven beroep is Norenborger, wat betekent dat hij handelde in Neurenberger waren (snuisterijen en producten van metaal of edelmetaal). Dat verklaart meteen waarom Jonghelinck een aambeeld en hamers afbeeldde op de medaille. In een beroemde anekdote vertelt Karel van Mander hoe Franckaert en zijn vriend Bruegel zich als boer verkleedden om dorps- en huwelijksfeesten op het platteland bij te wonen:
| En wrocht veel voor een Coopman, gheheeten Hans Franckert, dat een edel goet vorst was van een Man, die geern by Brueghel, en met hem daeghlijcks seer gemeensaem was. Met desen Franckert gingh Brueghel dickwils buyten by den Boeren, ter Kermis, en ter Bruyloft, vercleedt in Boeren cleeren, en gaven giften als ander, versierende van Bruydts oft Bruydgoms bestandt oft volck te wesen. Hier hadde Brueghel zijn vermaeck, dat wesen der Boeren, in eten, drincken, dansen, springen, vryagien, en ander kodden te sien, welck dingen hy dan seer cluchtigh en aerdigh wist met den verwen nae te bootsen, soo wel in Water als Oly-verwe, want hy van beyden seer uytnemende was van handelinghe. Dese Boeren en Boerinnen op zijn kempsche en anders wist hy oock seer eyghentlijck te cleeden, en dat Boerigh dom wesen seer natuerlijck aen te wijsen, in dansen, gaen, en staen, oft ander actien. (Schilder-boeck, 1604, fol. 233r) |  | Hij maakte veel voor een koopman, Hans Franckert genaamd, een edele goede borst van een man, die graag bij Bruegel was en dagelijks met hem omging. Met deze Franckert ging Bruegel dikwijls buiten bij de boeren, ter kermis, en ter bruiloft, verkleed in boerenkleren. Zij gaven dan geschenken zoals de andere gasten en deden alsof ze familie waren van de bruid of de bruidegom. Bruegel amuseerde zich dan door het wezen van de boeren te zien in eten, drinken, dansen, springen, vrijen en andere grappige dingen, die hij zeer grappig en origineel met verf nabootste, zo wel in water- als olieverf, want hij muntte uit in beide media. Deze boeren en boerinnen op hun Kempens of anders wist hij ook heel juist te kleden, en het boers dom gedrag heel natuurlijk te tonen, in het dansen, gaan, staan of andere bewegingen. (hertaling Leen Huet) |

Volgens archiefonderzoek had Franckaert langs de zijde van zijn moeder Liesbeth van de Mierop familie in het Kempendorp Rijkevorsel. Hij verkocht zijn Antwerpse huis aan een zekere Pilgrims, wiens zoon Herman later in Amsterdam een Boerenbruiloft van Bruegel bezat, die er door Van Mander werd bezichtigd. De biograaf lijkt dus goed geïnformeerd over de vriendschap tussen Franckaert en Bruegel en hun belangstelling voor het boerenleven, maar dat het olijke duo zich ook daadwerkelijk vermomde is daarmee niet bevestigd. Ook de identificatie van Franckaert met een personage op Bruegels Boerenbruiloft is speculatief. Evenmin laten de bronnen toe het werk dat Bruegel voor Franckaert gemaakt zou hebben te identificeren.

## Voetnoten
1. ↑  Ethan Matt Kavaler, Bruegel. Parables of Order and Enterprise, 1999, p. 50-51
2. ↑  Ontfangen in de Bloeme, dees navolgende persoonen: [...] Hans Franckaert, Norenborger
3. ↑  Leen Huet, Pieter Bruegel. De biografie, 2016, p. 284
4. ↑  Leen Huet, Pieter Bruegel. De biografie, 2016, p. 59
5. ↑  Daer is oock t'Amsterdam tot den Const-liefdigen Sr. Herman Pilgrims, een Boeren Bruyloft van Oly-verwe, die seer aerdigh is, alwaer men siet der Boeren tronien en naeckten, gheel en bruyn, als van de Son verbrandt, en leelijck van huydt wesende, den Steeluyden niet ghelijckende.